# Cantó de L'Auriòu de Droma
El cantó de L'Auriòu de Droma és un cantó francès del departament de la Droma, situat al districte de Valença. Té sis municipis i el cap és L'Auriòu de Droma.

## Municipis
- Ambonil
- Cliousclat
- Liuron de Droma
- L'Auriòu de Droma
- Mirmanda
- Saulce-sur-Rhône

| Data d'elecció                           | Identitat             | Partit                    | Qualitat |
| ---------------------------------------- | --------------------- | ------------------------- | -------- |
| 1951-1964                                | M. Clémencin          | SFIO                      |          |
| 1964-1988                                | Jean Clément          | Divers gauche, després PS |          |
| 1988-1994                                | Renaud Vignal         | PS                        |          |
| 1994-2001                                | Dominique Querré      | PS                        |          |
| 2001-                                    | Jacques Ladegaillerie | UDF, després PR           |          |
| les dades anteriors no són pas conegudes |                       |                           |          |